# نوال 88
ألبوم نوال 88 هو أحد ألبومات الفنانة نوال الكويتية واحتوى على ستة أغاني وقد صدر في عام 1988.

## قائمة الأغاني
1. «سموك عذاري»
2. «من عيني ذي»
3. «ما وراك إلا التعب»
4. «خيرت قلبي»
5. «إنسى»
6. «فز قلبي»